# 花見小路通

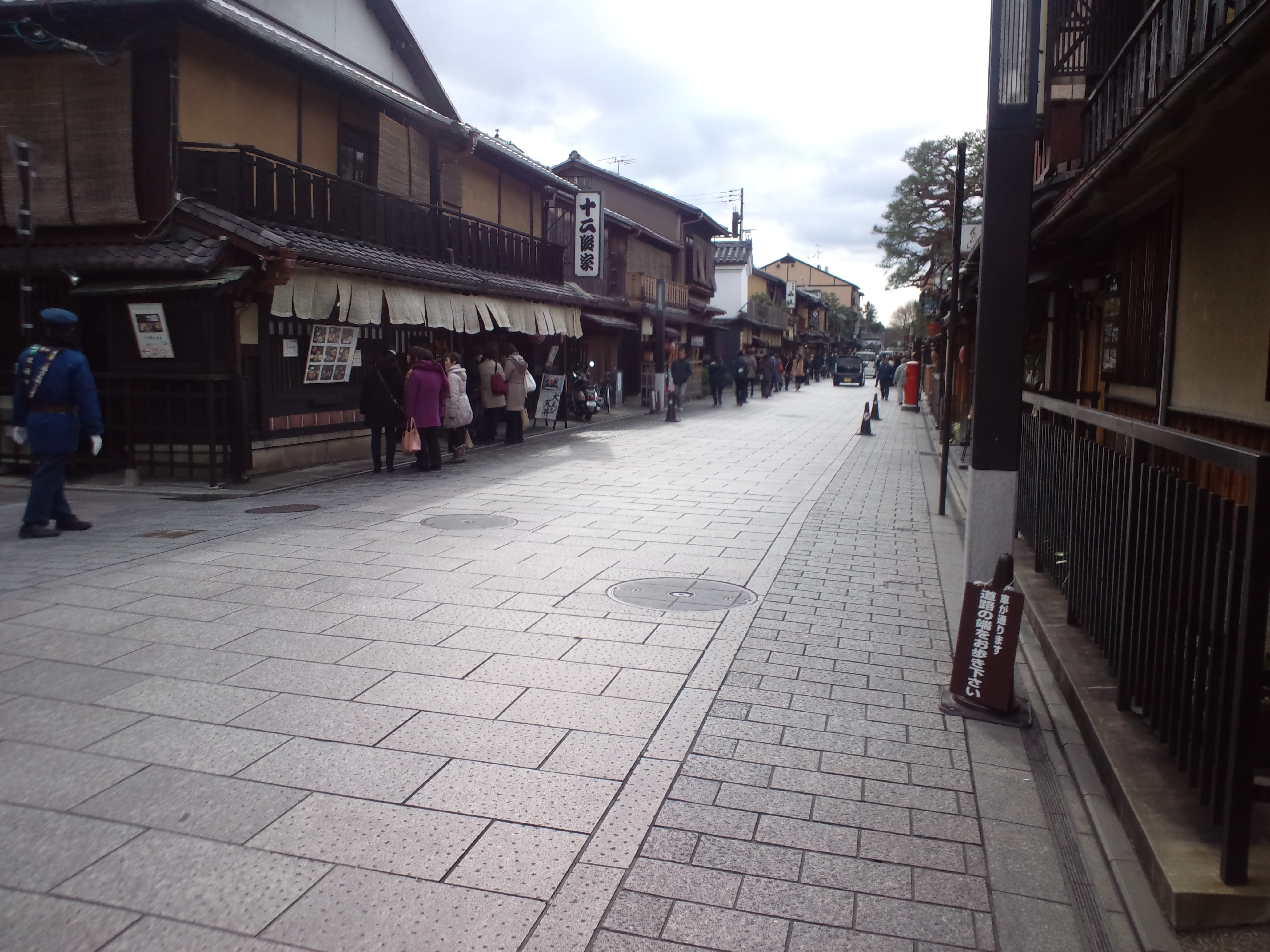
花見小路通、祇園

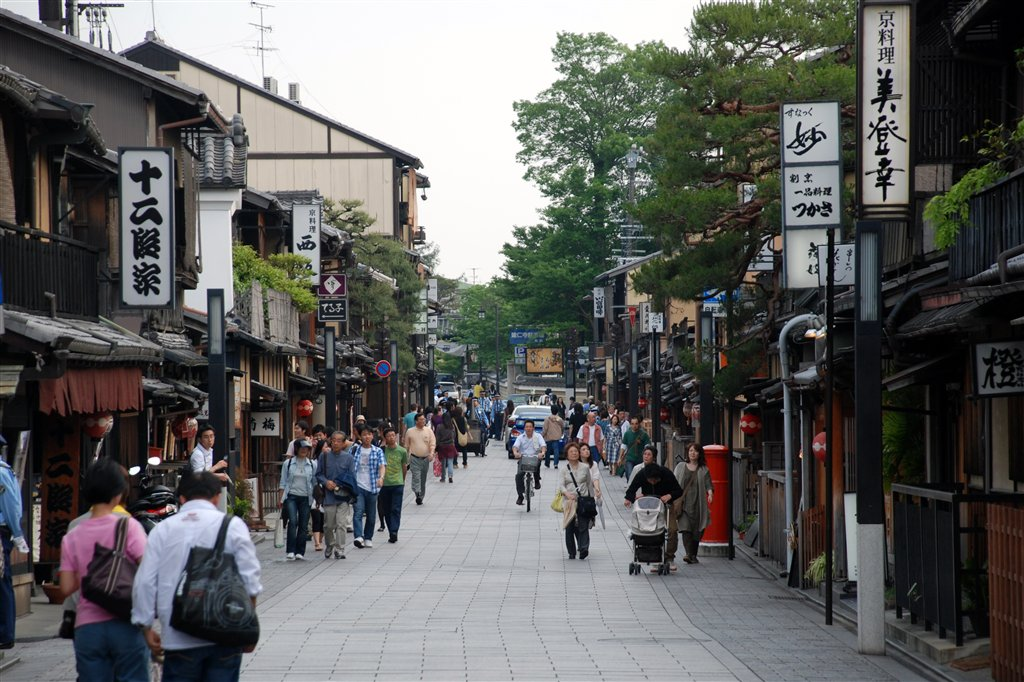
花見小路通、四条通より南

花見小路通（はなみこうじどおり）は、京都市の南北の通りの一つ。北は三条通から南は安井北門通まで約1km、祇園の中心を通るメインストリートである。
四条通を境に北側と南側で雰囲気は大きく異なる。四条通以北は、バー、クラブ、飲食店、居酒屋などが入居するテナントビルが立ち並ぶ。
四条通以南はもともと建仁寺の領地であったものが明治政府の神仏分離令と上知令の発布によって建仁寺の領地は没収された同時に、祇園甲部の移転により建仁寺と四条通までの間が明治期以降発展した。由緒ある茶屋や料理屋が立ち並ぶ。2001年に電線類地中化、石畳の整備が完成し、情緒ある町並みへと生まれ変わった。

## 関連
- 祇園甲部
- 祇園東

## 沿道の施設
- 祇園甲部歌舞練場
- 弥栄会館
- ギオンコーナー
- ウインズ京都
- 建仁寺